# Батиров, Шамиль Шамсудинович
Шамиль Шамсудинович Батиров (2 мая 1992, Буртунай, Казбековский район, Дагестанская АССР, СССР) — российский борец вольного и греко-римского стиля, обладатель Кубка мира.

## Биография
Является воспитанником школы имени Гамида Гамидова в Махачкале, занимался у тренера Анвара Магомедгаджиева. Шамиль Батиров — чемпион России, Европы и мира на юниорском уровне. В марте 2007 года стал обладателем Кубка мира в команде и бронзовым призёром в весе до 66 кг. В июне 2007 года стал бронзовым призёром чемпионата России. В феврале 2008 года стал обладателем Кубка мира в команде. В июне 2008 года после поражения в схватке второго круга на чемпионате России потерял сознание, однако обморок был непродолжительным.

## Личная жизнь
Шамиль является двоюродным братом двукратного олимпийского чемпиона Мавлета Батирова и призёра чемпионата мира Адама Батирова.

## Спортивные результаты на международных соревнованиях
- Чемпионат России среди юниоров 2004 — ;
- Чемпионат Европы среди юниоров 2004 — ;
- Чемпионат мира среди юниоров 2005 — ;
- Кубок мира по борьбе 2007  — ;
- Кубок мира по борьбе 2007 (команда) — ;
- Чемпионат России по вольной борьбе 2007  — ;
- Кубок мира по борьбе 2008 (команда) — ;